# Oracle d'Abes
L'oracle d'Abes (grec antic: Ἄβαι, llatí: Abae), a la Fòcida, era un dels oracles d'Apol·lo més antics de Grècia i era molt apreciat dels focis. Era a poca distància de la ciutat d'Abes, a la via que anava a Hiàmpolis.
Abans de la invasió dels perses els focis van guanyar una batalla sobre els tessalis i van obtenir un botí de 4000 escuts que van dedicar la meitat a l'oracle, al temple d'Apol·lo a Abes, i l'altra part la van portar a Delfos.
Aquest oracle va ser molt famós i Cressos de Lídia el va anar a consultar però la resposta no li va agradar. Abans de la invasió persa, el temple estava profusament adornat amb imatges i exvots i tenia tresors importants. El general persa Mardoni també el va consultar. Va ser destruït dues vegades pel foc. La primera vegada pels perses quan van marxar contra la Fòcida l'any 480 aC i una segona vegada pels beocis l'any 346 aC.
La ciutat d'Abes tenia d'autogovern en consideració al seu oracle. Hadrià hi va construir un petit temple al costat de l'antic, ja derruït, on hi va posar tres estàtues de bronze d'Apol·lo, Leto i Àrtemis, possiblement recuperades de l'antic temple. De l'antic temple de l'oracle en temps de Pausànias només en quedaven parets.